# Driedaagse De Panne - Koksijde 2016
La Driedaagse De Panne - Koksijde 2016 (it.: Tre giorni di La Panne - Koksijde), quarantesima edizione della corsa, valida come prova del circuito UCI Europe Tour 2016 categoria 2.HC, si svolse in due tappe e due semitappe dal 29 al 31 marzo 2016 per un percorso di 535 km.
Fu vinta dall'olandese Lieuwe Westra, che concluse la corsa in 12h08'19" alla velocità media di 44,07 km/h.
Al traguardo di De Panne furono 107 i ciclisti che completarono la gara.

## Tappe
| Tappa  | Data     | Percorso                     | km    | Vincitore di tappa | Leader cl. generale |
| ------ | -------- | ---------------------------- | ----- | ------------------ | ------------------- |
| 1ª     | 29 marzo | De Panne > Zottegem          | 198,2 | Alexander Kristoff | Alexander Kristoff  |
| 2ª     | 30 marzo | Zottegem > Koksijde          | 211,1 | Elia Viviani       | Alexander Kristoff  |
| 3ª-1ª  | 31 marzo | De Panne > De Panne          | 111,5 | Marcel Kittel      | Alexander Kristoff  |
| 3ª-2ª  | 31 marzo | De Panne (cron. individuale) | 14,2  | Maciej Bodnar      | Lieuwe Westra       |
| Totale | Totale   | Totale                       | 535   |                    |                     |

## Squadre e corridori partecipanti
| N.      | Cod. | Squadra                     |
| ------- | ---- | --------------------------- |
| 1-8     | KAT  | Team Katusha                |
| 11-18   | EQS  | Etixx-Quick Step            |
| 21-28   | TNK  | Tinkoff                     |
| 31-37   | LTS  | Lotto-Soudal                |
| 41-48   | AST  | Astana Pro Team             |
| 51-58   | BMC  | BMC Racing Team             |
| 61-68   | CPT  | Cannondale Pro Cycling Team |
| 72-78   | FDJ  | FDJ                         |
| 81-88   | LAM  | Lampre-Merida               |
| 91-98   | OGE  | Orica-GreenEDGE             |
| 101-108 | SKY  | Team Sky                    |

| N.      | Cod. | Squadra                     |
| ------- | ---- | --------------------------- |
| 111-118 | BAR  | Bardiani-CSF                |
| 121-128 | BOA  | Bora-Argon 18               |
| 132-138 | COF  | Cofidis, Solutions Crédits  |
| 141-148 | DEN  | Direct Énergie              |
| 151-158 | NIP  | Nippo-Vini Fantini          |
| 161-168 | ONE  | ONE Pro Cycling             |
| 171-178 | ROP  | Roompot Oranje Peloton      |
| 181-188 | STH  | Southeast-Venezuela         |
| 192-198 | SSG  | Stölting Service Group      |
| 201-208 | TSV  | Topsport Vlaanderen-Baloise |
| 221-228 | GAZ  | Gazprom-RusVelo             |

## Dettagli delle tappe

### 1ª tappa
- 29 marzo: De Panne > Zottegem – 198,2 km

Risultati
| Pos. | Corridore          | Squadra | Tempo    |
| ---- | ------------------ | ------- | -------- |
| 1    | Alexander Kristoff | Katusha | 4h22'34" |
| 2    | Aleksej Lucenko    | Astana  | s.t.     |
| 3    | Lieuwe Westra      | Astana  | s.t.     |

| Pos. | Corridore          | Squadra | Tempo    |
| ---- | ------------------ | ------- | -------- |
| 1    | Alexander Kristoff | Katusha | 4h22'24" |
| 2    | Aleksej Lucenko    | Astana  | a 1"     |
| 3    | Lieuwe Westra      | Astana  | a 6"     |

### 2ª tappa
- 30 marzo: Zottegem > Koksijde – 211,1 km

Risultati
| Pos. | Corridore          | Squadra | Tempo    |
| ---- | ------------------ | ------- | -------- |
| 1    | Elia Viviani       | Sky     | 5h01'42" |
| 2    | Marcel Kittel      | Etixx   | s.t.     |
| 3    | Alexander Kristoff | Katusha | s.t.     |

| Pos. | Corridore          | Squadra | Tempo    |
| ---- | ------------------ | ------- | -------- |
| 1    | Alexander Kristoff | Katusha | 9h23'24" |
| 2    | Aleksej Lucenko    | Astana  | a 5"     |
| 3    | Lieuwe Westra      | Astana  | a 10"    |

### 3ª tappa - 1ª semitappa
- 31 marzo: De Panne > De Panne – 111,5 km

Risultati
| Pos. | Corridore          | Squadra | Tempo    |
| ---- | ------------------ | ------- | -------- |
| 1    | Marcel Kittel      | Etixx   | 2h27'03" |
| 2    | Phil Bauhaus       | Bora    | s.t.     |
| 3    | Alexander Kristoff | Katusha | s.t.     |

| Pos. | Corridore          | Squadra | Tempo     |
| ---- | ------------------ | ------- | --------- |
| 1    | Alexander Kristoff | Katusha | 11h50'25" |
| 2    | Aleksej Lucenko    | Astana  | a 7"      |
| 3    | Lieuwe Westra      | Astana  | a 12"     |

### 3ª tappa - 2ª semitappa
- 31 marzo: De Panne – Cronometro individuale – 14,2 km

Risultati
| Pos. | Corridore     | Squadra | Tempo  |
| ---- | ------------- | ------- | ------ |
| 1    | Maciej Bodnar | Tinkoff | 17'39" |
| 2    | Tony Martin   | Etixx   | s.t.   |
| 3    | Tom Bohli     | BMC     | s.t.   |

| Pos. | Corridore          | Squadra | Tempo     |
| ---- | ------------------ | ------- | --------- |
| 1    | Lieuwe Westra      | Astana  | 12h08'19" |
| 2    | Alexander Kristoff | Katusha | a 13"     |
| 3    | Aleksej Lucenko    | Astana  | a 16"     |

## Evoluzione delle classifiche
| Tappa              | Vincitore          | Classifica generale Maglia bianca | Classifica a punti Maglia verde | Classifica scalatori Maglia rossa | Classifica sprint Maglia azzurra | Classifica a squadre |
| ------------------ | ------------------ | --------------------------------- | ------------------------------- | --------------------------------- | -------------------------------- | -------------------- |
| 1ª                 | Alexander Kristoff | Alexander Kristoff                | Alexander Kristoff              | Loïc Vliegen                      | Danny van Poppel                 | Astana Pro Team      |
| 2ª                 | Elia Viviani       | Alexander Kristoff                | Alexander Kristoff              | Loïc Vliegen                      | Danny van Poppel                 | Astana Pro Team      |
| 3ª-1ª              | Marcel Kittel      | Alexander Kristoff                | Alexander Kristoff              | Loïc Vliegen                      | Danny van Poppel                 | Astana Pro Team      |
| 3ª-2ª              | Maciej Bodnar      | Lieuwe Westra                     | Alexander Kristoff              | Loïc Vliegen                      | Danny van Poppel                 | Astana Pro Team      |
| Classifiche finali | Classifiche finali | Lieuwe Westra                     | Alexander Kristoff              | Loïc Vliegen                      | Danny van Poppel                 | Astana Pro Team      |

## Classifiche della corsa

### Classifica generale - Maglia bianca
| Pos. | Corridore          | Squadra     | Tempo     |
| ---- | ------------------ | ----------- | --------- |
| 1    | Lieuwe Westra      | Astana      | 12h08'19" |
| 2    | Alexander Kristoff | Katusha     | a 13"     |
| 3    | Aleksej Lucenko    | Astana      | a 16"     |
| 4    | Tony Martin        | Etixx Q. S. | a 35"     |
| 5    | Sylvain Chavanel   | Direct Én.  | a 59"     |
| 6    | Luke Durbridge     | Orica-Gr.   | a 1'04"   |
| 7    | Stefan Küng        | BMC         | a 1'06"   |
| 8    | Mads Pedersen      | Stölting    | a 1'19"   |
| 9    | Nils Politt        | Katusha     | s.t.      |
| 10   | Johan Le Bon       | FDJ         | s.t.      |

### Classifica a punti - Maglia verde
| Pos. | Corridore          | Squadra      | Punti |
| ---- | ------------------ | ------------ | ----- |
| 1    | Alexander Kristoff | Katusha      | 47    |
| 2    | Marcel Kittel      | Etixx Q. S.  | 28    |
| 3    | Lieuwe Westra      | Astana       | 23    |
| 4    | Aleksej Lucenko    | Astana       | 22    |
| 5    | Amaury Capiot      | Topsport Vl. | 22    |

### Classifica scalatori - Maglia rossa
| Pos. | Corridore          | Squadra      | Punti |
| ---- | ------------------ | ------------ | ----- |
| 1    | Loïc Vliegen       | BMC          | 28    |
| 2    | Lieuwe Westra      | Astana       | 26    |
| 3    | Bert van Lerberghe | Topsport Vl. | 14    |
| 4    | Pim Ligthart       | Lotto-Soudal | 9     |
| 5    | Jonas Tenbrock     | Stölting     | 8     |

### Classifica sprint - Maglia azzurra
| Pos. | Corridore        | Squadra     | Punti |
| ---- | ---------------- | ----------- | ----- |
| 1    | Danny van Poppel | Team Sky    | 6     |
| 2    | Luke Durbridge   | Orica-Gr.   | 4     |
| 3    | Aleksej Lucenko  | Astana      | 3     |
| 4    | Tony Martin      | Etixx Q. S. | 2     |
| 5    | Rick Zabel       | BMC         | 2     |

### Classifica a squadre
| Pos. | Squadra                     | Tempo     |
| ---- | --------------------------- | --------- |
| 1    | Astana Pro Team             | 35h32'39" |
| 2    | Katusha Team                | a 36"     |
| 3    | Topsport Vlaanderen-Baloise | a 1'12"   |
| 4    | BMC Racing Team             | s.t.      |
| 5    | Roompot Oranje Peloton      | a 3'58"   |